# Joachim Karsch
Joachim Karsch (ur. 20 czerwca 1897 we Wrocławiu, zm. 11 lutego 1945 w Gądkowie Wielkim) – niemiecki rzeźbiarz i grafik ekspresjonistyczny.

## Życiorys

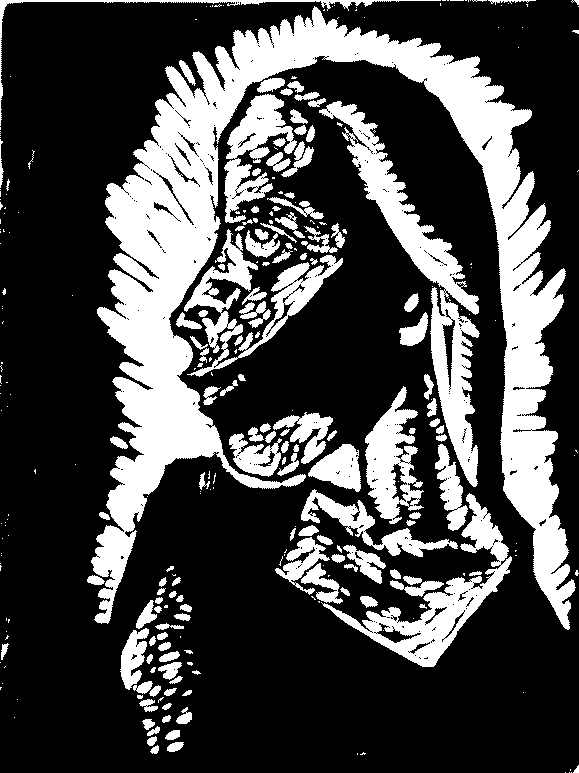
Głowa dziewczynki z profilu, drzeworyt Joachima Karscha, 1921

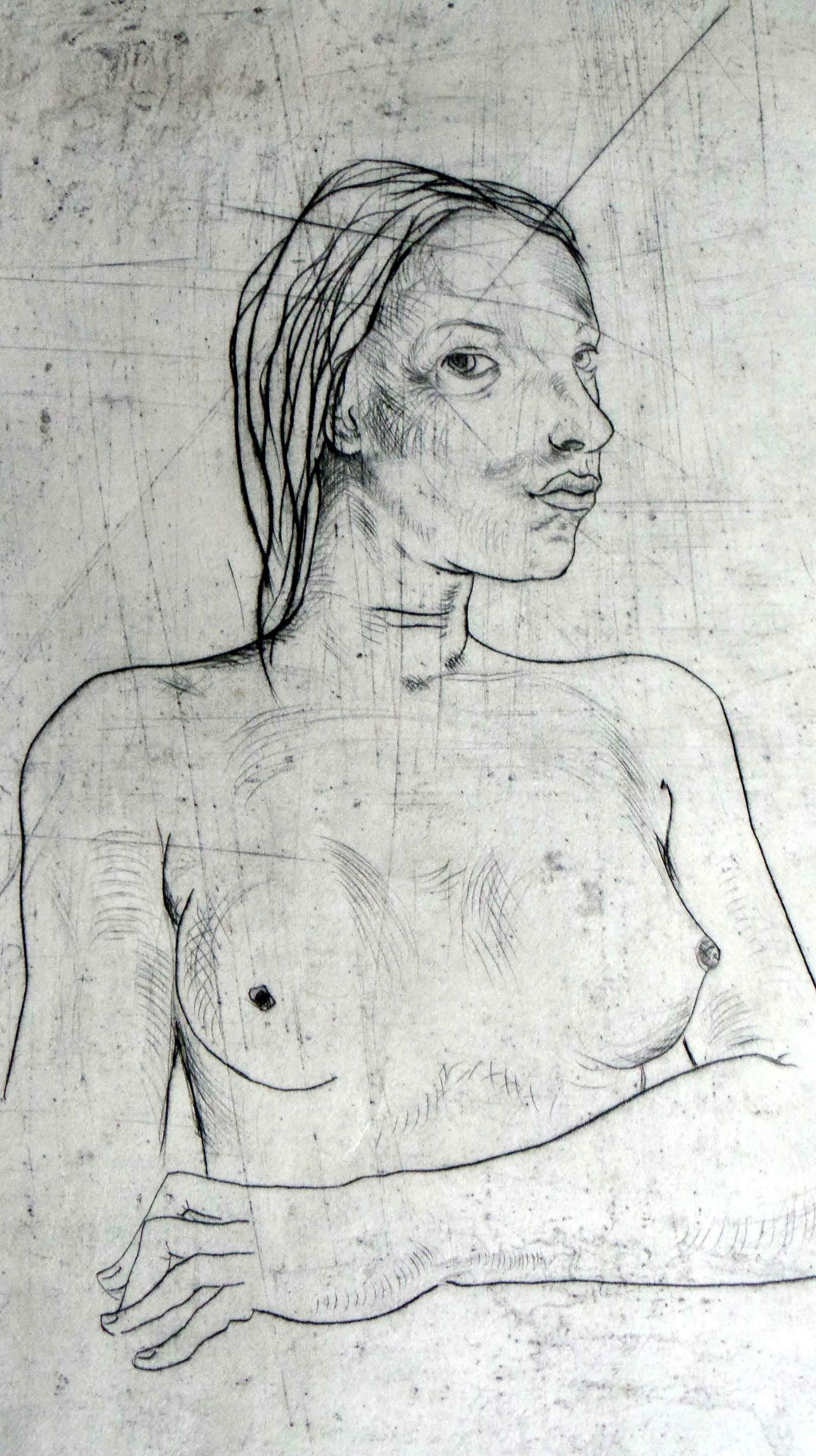
Akwaforta Joachima Karscha

Wychowywał się w sierocińcu, w latach 1911–1914 uczęszczał do Państwowej Akademii Sztuki i Rzemiosła Artystycznego we Wrocławiu, następnie, w latach 1915–1917 uczył się w berlińskiej Akademii Sztuk Pięknych u Petera Breuera. W 1917 roku otrzymał nagrodę Fundacji Karla Haasego za rzeźbę Stojąca kobieta. Przerwał naukę i przez dwa lata pracował jako fornal lub robotnik rolny w folwarku na Śląsku. Podczas I wojny światowej doznał uszczerbku na zdrowiu – uszkodził sobie ramię, co spowodowało jego niepełnosprawność.
W 1919 roku przeprowadził się do Berlina, jego dzieła zostały zaprezentowane w berlińskiej Akademii, a za gipsową rzeźbę Hiob i jego przyjaciele (1919), otrzymał jesienią tegoż roku państwową nagrodę Pruskiej Akademii Sztuk, która miała umożliwić sześciomiesięczną naukę w Villa Massimo w Rzymie; Karsch jednak nie mógł wówczas skorzystać z tego stypendium, ponieważ rząd włoski skonfiskował pracownie tejże instytucji pod koniec I wojny światowej. W 1920 roku nagrodzona praca była prezentowana w ramach wystawy grupy Wolna Secesja, po wystawie artysta zniszczył tę pracę, ponieważ nie miał miejsca na jej przechowywanie w niewielkim berlińskim studio, pozostawił jedynie fragment, tj. rzeźbę głowy jednej z postaci. W marcu 1920 roku miał zorganizowaną wystawę w galerii Hansa Goltza w Monachium, która zebrała dobre opinie. Pomimo sukcesów artystycznych był zmuszony pracować w fabrykach firm Schering i AEG – w połowie lat 30. XX wieku był zrujnowany finansowo. Jesienią 1924 roku poślubił Metę Correns (1899–1981). Zamieszkał z nią w Jaszkowej Górnej, miał z nią syna Floriana (1925–2015) (ur. 1925).
W 1928 Karsch przeniósł się do Berlina po podpisaniu kontraktu z galerią Nierendorf, w tymże roku jego prace wystawiono na dwóch wystawach w Berlinie. Para rozwiodła się latem 1929 roku, a Meta poślubiła Josefa Nierendorfa, właściciela galerii w Berlinie. W latach 30. XX wieku mieszkał w Berlinie-Wilmersdorfie, w 1932 roku otrzymał brązowy medal za pracę plastyczną Stabwechsel w Olimpijskim Konkurs Sztuki i Literatury w Los Angeles. W tym okresie podróżował m.in. na południe Francji oraz skorzystał ze stypendium w Villa Massimo. W 1933 roku poślubił Liesbeth Wiemer. W 1937 roku jego dzieło Czytająca para zostało skonfiskowane z Muzeum Folkwang w Essen jako sztuka wynaturzona.
W 1942 roku otrzymał intratne zlecenie od miasta Gdyni na kaplicę cmentarną. Rok później jego berlińska pracownia została całkowicie zniszczona przez atak bombowy, a siedem rzeźb, które były przechowywane w siedzibie Verein Berliner Künstler również uległo zniszczeniu przez bomby. W lutym 1945 roku żołnierze armii radzieckiej zajęli jego mieszkanie w Gądkowie Wielkim oraz celowo zniszczyli jego dzieła. Po tych wydarzeniach popełnił samobójstwo w nocy z 10 na 11 lutego wraz z żoną Liesbeth, jedną z możliwych przyczyn tego kroku była chęć uniknięcia deportacji na wschód. Ciała artysty i jego zostały znalezione i pogrzebane przez sąsiadów. Pamiątkowy grób rzeźbiarza znajduje się na berlińskim cmentarzu parkowym Lichterfelde. W latach 2003–2011 jego syn Florian opracował trzytomowy katalog dzieł ojca.

## Twórczość

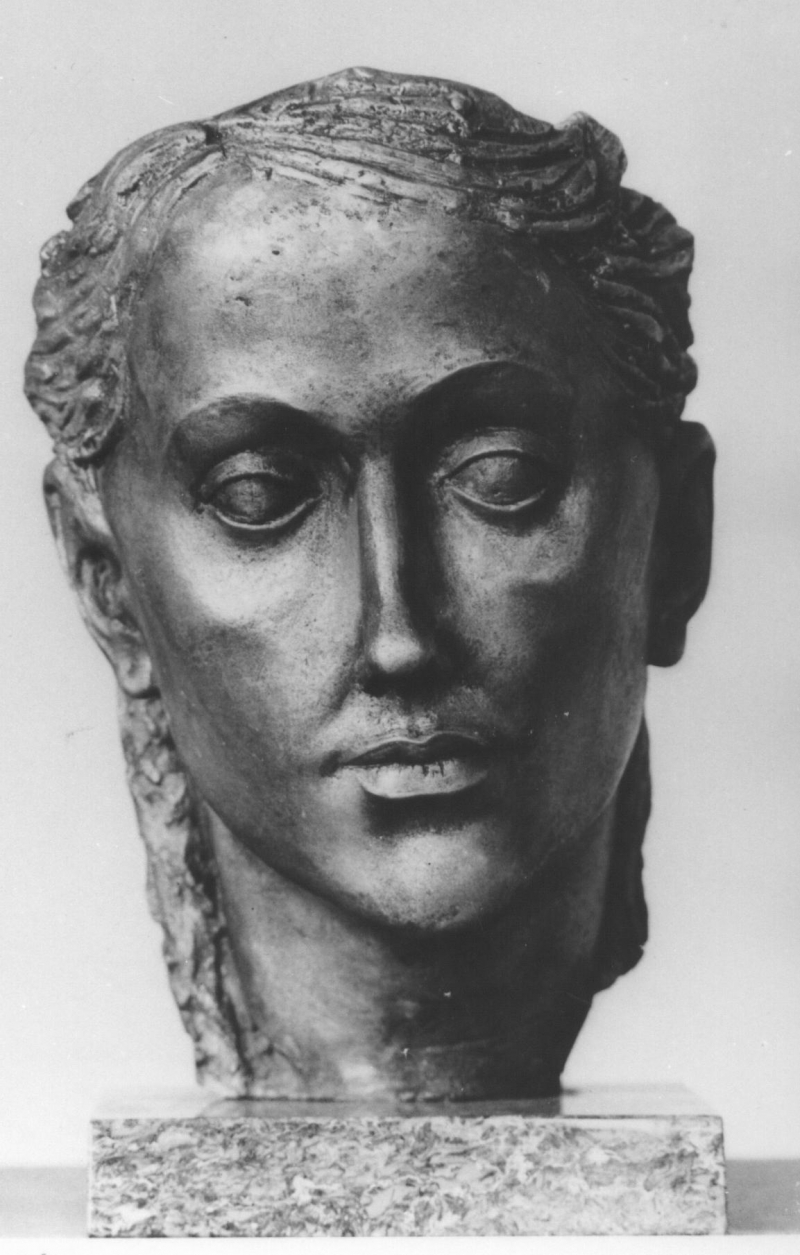
Klotho, zaginiona rzeźba Joachima Karscha ze zbiorów Muzeum Górnośląskiego w Bytomiu

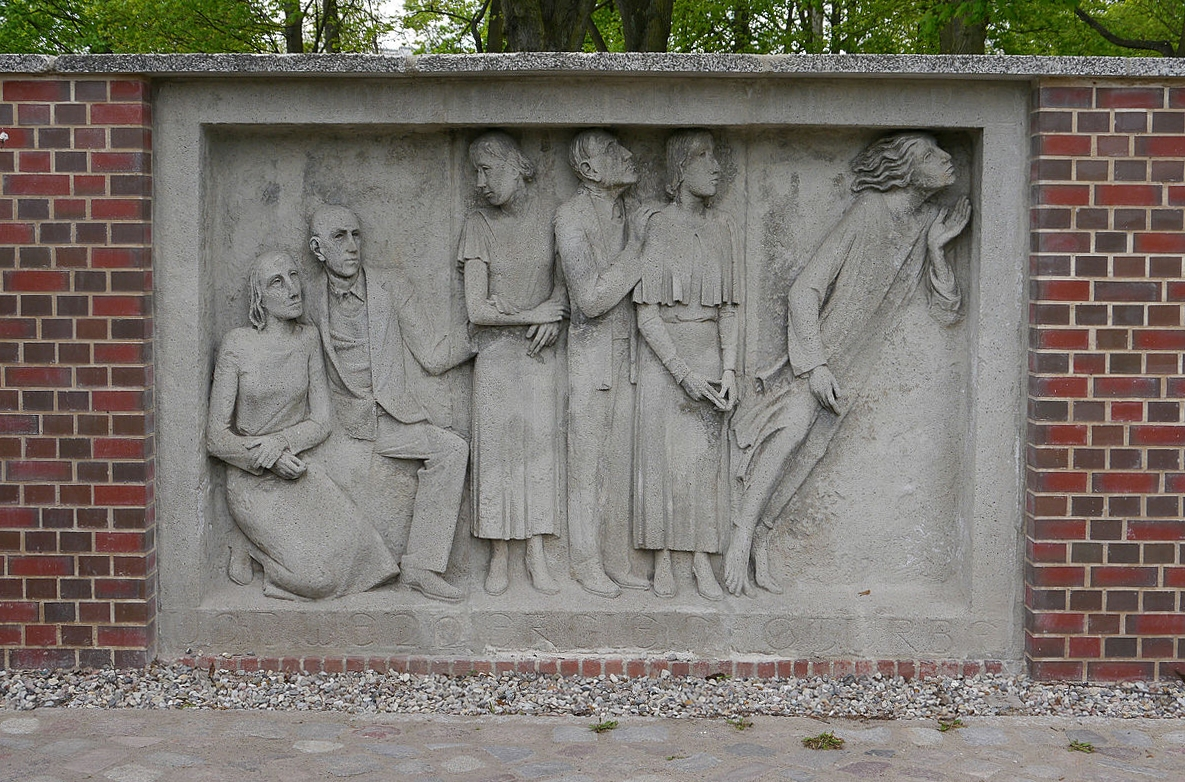
Relief Joachima Karscha w Teltow (2014)

We wczesnym okresie swej twórczości tworzył rzeźby w stylu ekspresjonistycznym, głównie głowy oraz statuy. W latach 1917–1918 stworzył portretowe ilustracje do Braci Karamazow Fiodora Dostojewskiego oraz do powieści Malte Rainera Marii Rilkego. Jego dzieła wykazują wpływy twórczości niemieckiego rzeźbiarza Gerharda Marcksa.
Zaprojektował m.in. wysoki na 3 metry relief dla cmentarza ewangelickiego w Teltow. W 2011 roku kaplica cmentarna i relief zostały wpisane na listę zabytków Brandenburgii.

### Dzieła w muzeach
- Klotho, Atropos, rzeźby, Muzeum Górnośląskie w Bytomiu (zaginione)[22]
- Stojąca, grafika na papierze, Szczecińskie Muzeum Miejskie (skonfiskowana, sprzedana Bernhardowi Böhmerowi)[23]
- Czytająca para (1931), rzeźba w drewnie, Neue Nationalgalerie, Berlin[7]